# 단양경찰서
단양경찰서(丹陽警察署, Danyang Police Station)는 충청북도경찰청이 관할하는 경찰서 중 하나이다. 충청북도 단양군 일대를 관할한다. 충청북도 단양군 단양읍 중앙1로 3에 위치하고 있다.
서장은 총경으로 보한다.

## 기본 정보
- 주소: 충청북도 단양군 단양읍 중앙1로 3
- 우편번호: 27010

## 관할 파출소 및 지구대
단양경찰서는 1개 지구대와 4개 파출소를 산하에 두고 있다.
| 명칭       | 사진 | 주소                 | 관할구역         | 치안센터       |
| ---------- | ---- | -------------------- | ---------------- | -------------- |
| 중앙지구대 |      | 단양읍 삼봉로 259    | 단양읍, 적성면   | 적성치안센터   |
| 매포파출소 |      | 매포읍 평동로 114    | 매포읍, 어상촌면 | 어상촌치안센터 |
| 가곡파출소 |      | 가곡면 남한강로 530  | 가곡면           |                |
| 영춘파출소 |      | 영춘면 온달평강로 67 | 영춘면           |                |
| 대강파출소 |      | 대강면 대강로 68     | 대강면, 단성면   | 단성치안센터   |